# پاهالا آتورالیا
پاهالا آتورالیا (به لاتین: Pahala Aturaliya) یک منطقهٔ مسکونی در سری‌لانکا است که در استان جنوبی (سری‌لانکا) واقع شده‌است.